# مارک لوی (بازیکن فوتبال)
مارک لوی (انگلیسی: Marc Lévy؛ زادهٔ ۷ اوت ۱۹۶۱) بازیکن فوتبال اهل فرانسه است.
از باشگاه‌هایی که در آن بازی کرده‌است می‌توان به باشگاه فوتبال مو و باشگاه فوتبال المپیک مارسی اشاره کرد.